# Baspar
Baspar är par av nukleotiderna adenin (A), cytosin (C), guanin (G) och tymin (T), som tillsammans bildar DNA. 
Man säger att DNA är en dubbelsträngad molekyl, kallad dubbelhelix, eftersom dess tydliga sekventiella struktur består av två ihopparade strängar av baspar.
Basparen binder komplementärt till varandra genom att A på ena strängen föredrar att binda till T på andra. Likaså föredrar G att binda till C, något starkare i den meningen att det krävs mer energi för att bryta den bindningen. 
Baspar används ofta som längdenhet för DNA, gärna förkortat bp. till exempel 100 bp, vilket betyder att en DNA-kedja består av 100 baspar. 1 000 baspar utgör ett kilobaspar (kb) och 1 000 000 baspar ett megabaspar (Mb).
I mån av behov från cellen skrivs en bit (en gen) DNA av, vilket även kallas transkription, och omvandlas i processen till mRNA. Strängen mRNA som bildats ifrån är komplementär mot det DNA (sense) som den kopierades ifrån och därmed också nästan identisk med den komplementära DNA strängen (antisense).

## Protein
Den slutgiltiga produkten som cellen oftast strävar efter är ett protein. Kedjan av mRNA, vilket står för messenger RNA, skrivs därför av igen och översätts, translateras, till en proteinsekvens. Till skillnad från DNA/RNA basparen med endast fyra alternativ finns det 20 olika "baspar" i proteinsekvenser. Dessa 20 aminosyror används av cellen för att bygga upp olika proteiner vilka alla utför en viss funktion i cellen (endocytos) eller utanför den (exocytos).